# 景雲章
景雲章是滿洲國的勳章，低於龍光章、高於柱國章。根據1934年3月1日制定的大滿洲帝國勅令第一號設立。
景雲章下設八個勳位，即勳一位至勳八位。其對應於大日本帝國的旭日章。該勳章由日本雕刻家畑正吉設計、日本造幣局負責製作。1934年至1940年期間一共有54557名受勳者，其中勳一位110名、勳二位187名、勳三位701名、勳四位1820名、勳五位3447名、勳六位6257名、勳七位8329名、勳八位33706名，這些人大部分是大日本帝國軍人或在滿洲國的日本行政人員。景雲章頒發的總數不詳，根據日本造幣局的資料顯示，1934年至1945年期間，日本造幣局生產了大約129500枚景雲章。
1945年8月滿洲國滅亡後終止頒發。